# Tupy
Tupy (523.54; ukr. Тупий – Tupyj; dawniej Góry Sewluskie, węg. Nagyszölösi hegyseg) – niewielkie pasmo gór na ukraińskim Zakarpaciu, należące do Łańcucha Wyhorlacko-Gutyńskiego Wewnętrznych Karpat Wschodnich.
Na północnym zachodzie dolina środkowej Borżawy oddziela Tupego od pasma Bużory. Na północnym wschodzie obniżenie między wsiami Dołhe i Łypcza dzieli Tupego od Połoniny Borżawy w Beskidach Połonińskich. Na wschodzie dolina dolnej Riki oddziela Tupego od Kotliny Marmaroskiej. Na południu granicę Tupego stanowi dolina Cisy, za którą ciągnie się kolejne pasmo w Łańcuchu Wyhorlacko-Gutyńskim: Góry Oaș. Na zachodzie Tupy stopniowo opada do Niziny Zakarpackiej.
Grzbiet Tupego ma długość około 30 km i przebiega z północnego wschodu na południowy zachód. Kolejne kulminacje to Mały Kłobuk (568 m n.p.m.), Tupy (878 m n.p.m.) i Tołsta (819 m n.p.m.). Na południowo-zachodnim krańcu pasma, oddzielona rozległym obniżeniem od głównego grzbietu, leży izolowana Czarna Góra (565 m n.p.m.), górująca nad miastem Wynohradiw. Skrajnym zachodnim wzniesieniem Tupego jest Szałanśkyj Helmeć (368 m n.p.m.) nad Borżawą.
Północna część głównego grzbietu Tupego jest zalesiona i bezludna, natomiast jego zbocza oraz środkowa i południowa część grzbietu są gęsto zasiedlone i wykorzystane rolniczo. Środkowym obniżeniem przebiega droga regionalna R03.